# Christin Senkel
Christin Senkel (* 31. August 1987 in Ilmenau) ist eine deutsche Bobsportlerin.

## Werdegang
Christin Senkel vom BSC Winterberg lebt in Erfurt und begann 2008 als Anschieberin im Bobsport. Ihr erstes internationales Rennen bestritt sie im Rahmen des Bob-Europacups. Gemeinsam mit der Pilotin Anja Schneiderheinze-Stöckel gewann sie sofort ihr erstes Rennen in Winterberg. Zwei weitere Siege folgten in der Saison. Erster Höhepunkt wurde der Einsatz beim Mannschaftswettbewerb der Bob-Weltmeisterschaft 2009 in Lake Placid, wo sie als Anschieberin mit Cathleen Martini an den Start ging und mit Deutschland II Platz sieben belegte. Gut einen Monat zuvor gewann sie mit Pilotin Stefanie Szczurek bei den Juniorenweltmeisterschaften in Königssee hinter dem Bob der Schweizerin Sabina Hafner die Silbermedaille. Seit der Saison 2009/10 tritt sie im Bob-Weltcup an. Bei ihrem ersten Rennen wurde sie mit Claudia Schramm Vierte in Lake Placid. Mit Sandra Kiriasis erreichte Senckel in Königssee als Drittplatzierte ein erstes Mal das Siegerpodest. Noch besser lief das folgende Rennen in St. Moritz mit Rang zwei. Sie ist als Anschieberin von Kiriasis für die Olympischen Winterspiele 2010 in Vancouver nominiert und erreichte mit ihr im Zweierbob den 4. Platz.
Senkel gehört eigentlich dem Team von Anja Schneiderheinze-Stöckel an, wechselte aber nach guten Leistungen temporär zu Claudia Schramm in den Weltcup. Nachdem sie Anfang Januar 2010 bei einem vorolympischen Test die besten Zeiten geschafft hatte, wurde sie von Bundestrainer Wolfgang Hoppe der deutschen Nummer 1, Sandra Kiriasis, für die Olympischen Spiele zugeordnet. Innerhalb recht kurzer Zeit war Senkel nacheinander Anschieberin für alle fünf zu dieser Zeit herausragenden deutschen Bobpilotinnen.
Christin Senkel ist Mitglied der Sportfördergruppe der Thüringer Polizei.

## Erfolge in der Leichtathletik
Vor dem Wechsel in den Bobsport war Christin Senkel Leichtathletin.
- 3. Platz 4 × 200-m-Staffel (TuS Jena) bei den Deutschen Jugendhallenmeisterschaften 2004
- 1. Platz Fünfkampf B-Jugend bei den Deutschen Hallenmehrkampfmeisterschaften 2004
- 3. Platz 100 m Hürden B-Jugend bei den Deutschen Meisterschaften 2004
- 1. Platz 4 × 100-m-Staffel (TuS Jena) bei den Deutschen Juniorenmeisterschaften 2005
- 3. Platz 60 m Hürden A-Jugend bei den Deutschen Jugendhallenmeisterschaften 2006
- 3. Platz 100 m Hürden A-Jugend bei den Deutschen Jugendmeisterschaften 2006